# Reinohuelén
Renuhuelén era el nombre original en mapudungun del sector ubicado en las actuales comunas de Parral en la provincia de Provincia de Linares, y las comunas de Ñiquén, y de San Carlos en la provincia de Punilla de la Región de Ñuble de Chile. Era también el nombre original de los alcances superiores del río Perquilauquén que pasó con esa área. Fue corrompido más adelante por los españoles en Reinohuelén, Reinogüelén y Reynohuelén.
En 1536, tiene lugar en esa área la batalla de Reinohuelén en la que los españoles de Villagra derrotan a los mapuches
Un lugar llamado Reinohuelen también fue mencionado en una carta 1578 del gobernador Rodrigo de Quiroga a Felipe II donde él indicó Reinohuelen que se situará al sur del río Itata, cerca de donde este río se ensambla con el río Ñuble.